# Russell E. Train
Russell Errol Train  (4 de junio de 1920 - 17 de septiembre de 2012) fue el segundo administrador de la Agencia de Protección Ambiental (EPA), entre septiembre de 1973 a enero de 1977, y presidente emérito fundador de World Wildlife Fund (WWF). Como jefe de la EPA durante las presidencias de Estados Unidos de Richard Nixon y Gerald Ford, Train es generalmente acreditado con ayudar a colocar el tema del medio ambiente en la agenda presidencial y nacional a finales de 1960 y principios de 1970, un período clave en el movimiento ecologista.
Train murió en su granja en 2012, a los 92 años de edad.